# Сальмонсен, Исаак
Исаак Хейман Сальмонсен (27 февраля 1846, Копенгаген — 10 октября 1910, там же) — датский книготорговец и издатель.
В 1871 году совместно со своим братом основал в Копенгагене издательство «Brødrene Salmonsen», при котором также работал книжный магазин. Более всего известен как редактор датской универсальной энциклопедии под названием «Salmonsens Store Illustrerede Konversationsleksikon». Первое издание этой энциклопедии, включавшее девятнадцать томов, вышло в 1893—1911 годах, второе издание, включавшее двадцать шесть томов, — в 1915—1930 годах.
Издавал также переводную художественную литературу. В 1908 году за свою деятельность был награждён Орденом Даннеброга. Был похоронен на кладбище «Mosaisk Vestre».